# Ctislav
Ctislav je mužské křestní jméno slovanského původu. Existuje obdoba jména Česlav, zastaralá podoba jména je Čestislav. Vykládá se jako „slavící čest, slavný ctí“.
Podle českého kalendáře má svátek 16. ledna.

## Ctislav v jiných jazycích
- Slovensky: Ctislav
- Polsky: Czeslaw
- Srbsky: Časlav

## Známí nositelé jména
- Ctislav Doseděl – český tenista